# Spoorlijn Aéroport Charles-de-Gaulle 2 TGV - Survilliers-Fosses
De spoorlijn Aéroport Charles-de-Gaulle 2 TGV - Survilliers-Fosses is een geplande spoorverbinding tussen het Raccordement d'interconnexion nord-sud (LGV) en de spoorlijn Paris-Nord - Lille. De lijn is bedoeld om de reistijd tussen Amiens, Creil en de luchthaven Parijs-Charles de Gaulle te verkorten.

## Beschrijving
Tijdens de planningsfase van de LGV Nord barstte een conflict los tussen Lille en Amiens over welke van de twee steden bediend zou worden door de nieuwe hogesnelheidslijn. Uiteindelijk werd een route via Lille beter bevonden dan een route via Amiens. Ter compensatie werd tussen Amiens en Saint-Quentin het station TGV Haute-Picardie gebouwd. Dit station voldoet echter niet compleet aan de wensen van Amiens, door het ontbreken van een spoorverbinding tussen het TGV-station en de stad zelf. Er bestaan plannen voor een nieuwe hogesnelheidslijn tussen Parijs en de Kanaaltunnel via Amiens, maar pas op lange termijn.
In de huidige situatie bestaat er geen treindienst tussen Amiens en de luchthaven, die wel met de LGV Nord is verbonden maar niet met de klassieke spoorlijn naar Amiens en Lille, die enkele kilometers ten westen van de hogesnelheidslijn ligt. Reizigers moeten een lange omweg maken via Parijs, of in Creil overstappen op een busdienst, die 45 minuten doet over het stuk tussen het station en de luchthaven. Door de aanleg van de nieuwe lijn, van slechts enkele kilometers lang, zal een verbinding ontstaan tussen het Raccordement d'interconnexion nord-sud en de spoorlijn Paris-Nord - Lille. De aansluiting op de klassieke spoorlijn zal worden gebouwd ter hoogte van Survilliers. Door de nieuwe lijn wordt de reistijd verkort van meer dan een uur naar twintig minuten. Naast de nieuwe lijn zullen op het station Aéroport Charles-de-Gaulle 2 TGV twee nieuwe perrons worden gebouwd, om de extra treinen te kunnen huisvesten..
De lijn was oorspronkelijk gepland voor 2020 maar na aanvankelijk uitstel tot minstens 2030 wordt de opening nu in 2024 verwacht.

## Bediening
De lijn zal worden bediend door een halfuurlijkse TER-dienst tussen Creil en de luchthaven. De reistijd van deze dienst zal ongeveer twintig minuten zijn. Daarnaast kunnen er TGV-treinen rijden tussen Amiens en de luchthaven, en verder naar Zuid-Frankrijk.